# Pseudoscopelus scutatus
Pseudoscopelus scutatus är en fiskart som beskrevs av Krefft, 1971. Pseudoscopelus scutatus ingår i släktet Pseudoscopelus och familjen Chiasmodontidae. Inga underarter finns listade i Catalogue of Life.